# Dicranota capillata
Dicranota capillata är en tvåvingeart som beskrevs av Paul Lackschewitz 1940. Dicranota capillata ingår i släktet Dicranota och familjen hårögonharkrankar. Inga underarter finns listade i Catalogue of Life.